# Adršpašský potok
Der Adršpašský potok (deutsch Adersbacher Bach bzw. Adersbach) ist ein linker Nebenfluss der Metuje in Tschechien. 

## Verlauf
Der Adršpašský potok entspringt am östlichen Fuße der Skalky (Tannenlehne, 676 m n.m.) am Černý kout im zum Braunauer Bergland gehörigen Hraniční hřbet (Albendorfer Heide). Der Bach fließt auf seinem Oberlauf anfänglich mit südöstlicher Richtung durch die Schlucht Černý důl und wendet sich dann westlich der Pavlovská hora (663 m n.m.) nach Süden, wo er Horní Adršpach erreicht.
Nach knapp zwei Kilometern mündet in Horní Adršpach rechtsseitig der Graupenbach ein▼; dieser geringfügig längere, aber wasserärmere Zufluss, der an der U Kuchyně (663 m n.m.) in der Závora (Qualischer Riegel) in unmittelbarer Nachbarschaft der Metuje und des Dřevíč entspringt▼ und durch das Tal zwischen der Adersbacher Felsenstadt und dem Grenzkamm fließt, wird in einigen Karten als der Oberlauf des Adršpašský potok angegeben.
Auf seinem Unterlauf folgt der Adršpašský potok zunächst der Richtung des Graupenbaches nach Osten und fließt nördlich der Felsenstadt nach Dolní Adršpach. Am Fuße der wüsten Burg Adršpach wendet sich der Bach nach Südosten; im breiten Talgrund des Baches erstreckt sich die Ortschaft Dolní Adršpach, südlich liegt die Siedlung Havraní Město. Kurz vor seiner Mündung wird der Bach von der Bahnstrecke Trutnov střed–Teplice nad Metují überbrückt. Der Adršpašský potok mündet in Dolní Adršpach zwischen dem Křížový vrch (Holsterberg, 667 m n.m.) und dem Haupteingang zur Adersbacher Felsenstadt auf dem Echoplatz an der Spanischen Wand (Španělská stěna) in die Metuje.

## Zuflüsse
- Graupenbach, r, in Horní Adršpach